# HDI-Arena
HDI-Arena je stadion u njemačkom gradu Hannoveru. Izgrađen je 1954. Kapaciteta je 49 000 sjedećih mjesta. Do 2002. ovaj se stadion nazivao Niedersachsenstadion. Na HDI-Areni svoje domaće utakmice igra Hannoverscher SV 96, nogometni klub iz Hannovera.Do 2013. ovaj se stadion nazivao AWD-Arena.